# Port of Ploče
Port of Ploče är en hamn i Kroatien. Den ligger i den sydöstra delen av landet, 300 km söder om huvudstaden Zagreb. Port of Ploče ligger 4 meter över havet. Närmaste större samhälle är Metković, 17,4 km öster om Port of Ploče.